# Arkadiusz Moryto
Arkadiusz Moryto, född 31 augusti 1997, är en polsk handbollsspelare som spelar för Łomża Vive Kielce och det polska landslaget. Han är vänsterhänt och spelar som högersexa.